# 何塞·曼努埃尔·罗迈·贝卡里亚
何塞·曼努埃尔·罗迈·贝卡里亚（西班牙語：José Manuel Romay Beccaría，1934年1月18日—）是西班牙律师，人民党政治家。曾在加利西亚自治区地方政府担任官职，担任过众议员和参议员，1996年至2000年担任卫生与消费大臣。

## 经历
出生于西班牙西北部拉科鲁尼亚省贝坦索斯，毕业于圣地亚哥-德孔波斯特拉大学，1959年进入国务委员会工作。1982年在大选中当选眾議院议员，代表拉科鲁尼亚选区。1990年辞任，进入加利西亚地方政府工作。1996年至2000年在阿斯纳尔内阁中担任卫生与消费大臣。
2003年1月至2004年4月担任国务委员会主席。2011年由加利西亚议会直接任命为参议员，一年后被任命为国务委员会主席，直到2018年7月卸任。

## 荣誉
- 大十字级卡洛斯三世勋章（2000年）[7]